# Gura Foii
Gura Foii est une commune du județ de Dâmbovița en Roumanie.